# Bernie Ecclestone
Bernard Charles (Bernie) Ecclestone (Ipswich, 28 oktober 1930) is de voormalig eigenaar en de grote man achter de commerciële opmars van de Formule 1. Hij had tot januari 2017 ruim veertig jaar de leiding.
In zijn jonge jaren racete Ecclestone zelf ook. In 1958 schreef hij zich tweemaal in voor een Grand Prix, maar geen van beide keren kwam hij aan de start. In 1972 kocht hij het Brabham-team.
Ecclestone werd president van de Formula One Constructors Association (FOCA), en verdiende vervolgens miljarden met het verkopen van de televisierechten voor de Formule 1. Zijn vermogen wordt geschat op 2,4 miljard pond. Ecclestone wordt wel de "Zampano der Formel 1“ genoemd, met name in de Duitse boulevardpers.
In 1997 was Ecclestone betrokken bij een schandaal nadat hij in januari van dat jaar de Labour-partij een donatie van een miljoen pond had geschonken. Begin november 1997 kondigde Labour een voorstel aan om de strenge anti-sponsoringswet voor de tabaksindustrie te versoepelen voor de Formule 1 (de Formule 1 draaide destijds voor een groot deel op sponsoring door de tabaksindustrie). Er ontstond grote opschudding en Tony Blair bood in een televisie-uitzending zijn excuses aan. Labour gaf de donatie uiteindelijk terug in de vorm van een cheque die door Ecclestone in maart 1998 werd geïncasseerd. Op 21 april 2007 maakte hij, voor het begin van de Moto GP kwalificatiewedstrijd in Turkije, bekend dat hij het circuit had opgekocht.
Op 14 januari 2014 werd bekendgemaakt dat Ecclestone in Duitsland terecht moest staan op verdenking van omkoping. Deze zaak werd in augustus 2014 geschikt voor 75 miljoen euro. In januari 2017 is de Formule 1 overgenomen door Liberty Media en is Ecclestone uit zijn functie gezet.